# Air marshal
Le grade de air marshal en français : « maréchal de l'air », en abrégé Air Mshl ou AM, est un grade militaire d'officier utilisé par la Royal Air Force et dans la force aérienne d'autres pays comme l'Australie, la Thaïlande, la Grèce ou l'Inde. Le grade est équivalent à celui de vice admiral dans la Marine (Royal Navy) et lieutenant général dans l'Armée de terre (British Army). Il est inférieur au grade d'air chief marshal et supérieur au grade d'air vice-marshal.